# Kóstas Khampiaoúris
Kóstas Khampiaoúris (en grec moderne : Κώστας Χαμπιαούρης), né en 1963 à Paphos, est un homme politique chypriote.

## Biographie
Il est ministre de l'Éducation et de la Culture entre le 1er mars 2018 et le 1er décembre 2019 dans le second gouvernement du président de la République Níkos Anastasiádis.